# Jørgen Moe

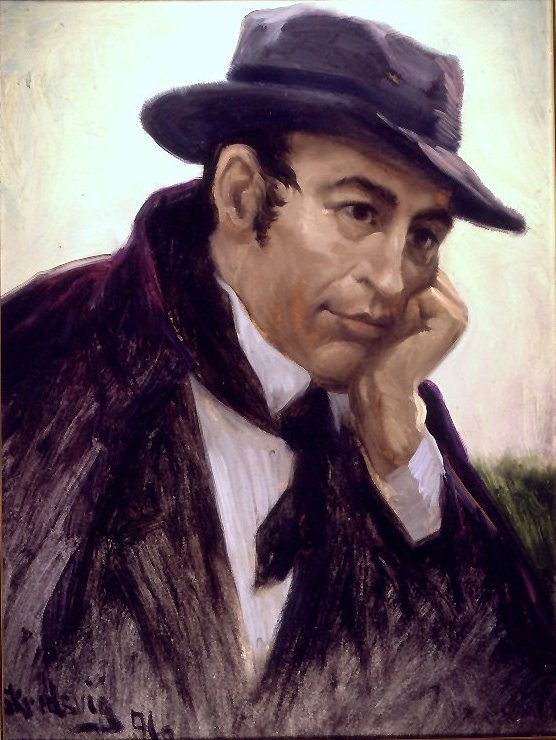
Moe, porträtterad av Christian Skredsvig 1896.

Jørgen Engebretsen Moe, född den 22 april 1813, död den 27 mars 1882, var en norsk författare, folkminnesforskare och biskop, far till Moltke Moe.

## Biografi
Moe föddes i Hole-bygden, nära Hønefoss i Buskerud. Han nedtecknade och sammanställde tillsammans med Per Christian Asbjørnsen folksagorna i Norske folkeeventyr under 1840-talet. De två hade träffats första gången 1827 och blivit nära vänner. Av allt att döma läste Moe bröderna Grimms Kinder- und Hausmärchen 1836. Året därefter påbörjade han insamlingsarbetet, som dock drog ut på tiden. Efter att två gånger ha tilldelats universitetsstipendium kunde Moe göra två resor i Norge. Den första, 1846, gick till Hardangerområdet över Voss och vidare ner genom Hallingdalen. 1847 reste han i Telemark och Setesdalen. Stipendiemedlen drogs in 1850 och Moe avslutade sitt insamlingsarbete.
Den första samlade utgåvan av folksagorna förelåg 1851–1852. Sagorna utgavs utifrån idén att de inte fick bearbetas, utsmyckas eller läggas poetiskt till rätta. Publiceringen innebar ett genombrott för dialektinslag i litteraturen. Därför är Norske folkeeventyr inte endast folkkär läsning, utan även en milstolpe i utvecklingen på väg mot ett eget norskt skriftspråk skilt från danskan. Norske folkeeventyr utgör också den litterära höjdpunkten i den norska nationalromantiken.
Från 1850-talet fick prästgärningen mer utrymme för Moe, vars karriär inom norska kyrkan blev lyckosam. 1875 vigdes han till biskop i Kristiansands stift, i södra Norge.